# 小笠原春一
小笠原 春一（おがさわら　はるいち、1967年2月18日 - ）は、日本の政治家。北海道登別市長（5期）。元全国青年市長会会長。

## 経歴
北海道登別市生まれ。登別市立登別小学校、登別市立登別中学校、北海道登別南高等学校（現・北海道登別青嶺高等学校）卒業。1989年（平成元年）3月、東京農業大学農学部造園学科卒業。同年4月、株式会社丸勇小笠原緑化の専務取締役に就任。
2008年（平成20年）8月10日執行の登別市長選挙に、自民党の推薦を受けて無所属で出馬。連合と民主党が推した前登別市職員の田辺雅博を僅差で破り、初当選した。得票数は、小笠原：13,178票、田辺：12,435票。投票率は、59.24％。同年8月28日、市長に就任。
2012年（平成24年）7月29日告示、8月5日投票の市長選において、無投票で2期目の当選。
2016年（平成28年）、無投票で3期目の当選。
2020年（令和2年）、無投票で4期目の当選。
2024年（令和6年）、無投票で5期目の当選。

## 人物
- 旧：登別青年会議所理事長、現：登別室蘭青年会議所理事長を歴任した。
- 2008年の市長当選時は、道内35市の市長の中で、西川将人旭川市長に次いで2番目に若かった。

## 所属団体・関連団体
- 明治の日を作る首長会[7]